# Derrick Barry
Derrick Prentice Barry (nacido el 18 de julio de 1983) es una artista drag, imitador de Britney Spears y personalidad de telerrealidad estadounidense. Es más conocido por haber concursado en la tercera temporada de America's Got Talent (2008), y posteriormente en la octava temporada de RuPaul's Drag Race (2016) y en la quinta temporada de RuPaul's Drag Race: All Stars (2020).

## Primeros años
Barry, nacido el 18 de julio de 1983 e hijo de Laura Lee Everitt y Scott Prentice Barry, se crio en Modesto, California. Vio por primera vez a Britney Spears cuando tenía 15 años en su vídeo musical "...Baby One More Time" en MTV, y fue a verla por primera vez en concierto en 2002. La primera vez que se vistió como drag fue en Halloween, en 2003. Su segunda vez vistiéndose como Spears fue dos semanas después, el 17 de noviembre de 2003, en la audiencia de The Tonight Show donde Spears era una estrella invitada. Derrick fue la representante en 2010 de la organización nacional contra el acoso escolar Don't H8 como Miss Don't H8 DIVA, donde también fue galardonada con los premios Hall of Fame, LEGEND Award, Lifetime Achievement Award y Presidential Hall of Champions.

## Carrera

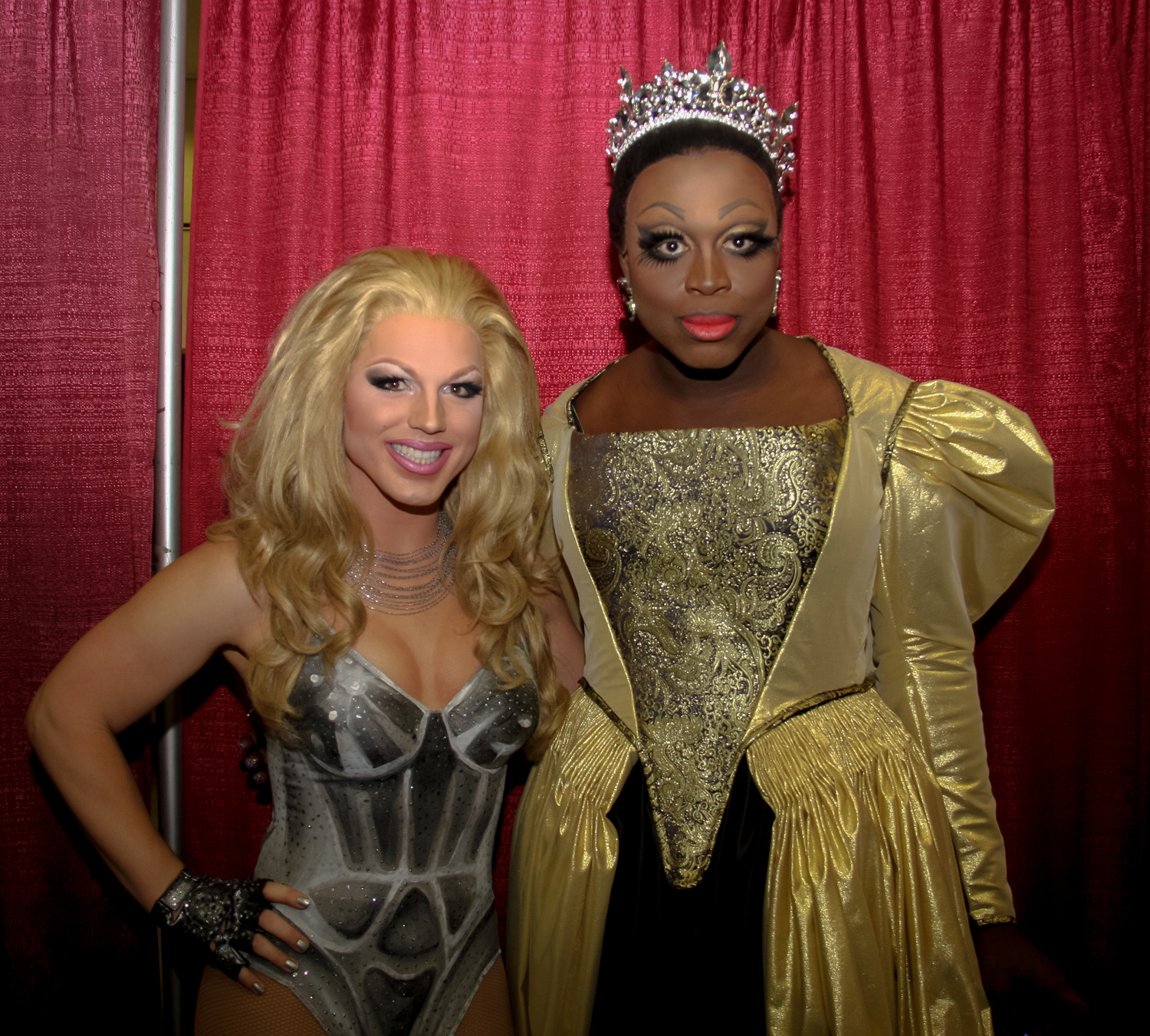
Derrick Barry (izquierda) y Bob the Drag Queen (derecha) en 2017

Barry llamó la atención por primera vez cuando concursó en la tercera temporada de America's Got Talent en 2008, con su talento de imitador de Britney. Superó las audiciones, pero fue eliminado en cuartos de final. Después del programa, apareció en los vídeos musicales de "We Made You", de Eminem, y "Waking Up in Vegas", de Katy Perry, en 2009. Fue subido al escenario por Madonna durante una de sus actuaciones en su Rebel Heart Tour en 2015.
Se anunció que Barry competiría con otras 11 drag queens en la octava temporada de RuPaul's Drag Race el 1 de febrero de 2016. Fue la centésima reina que se vio compitiendo en el programa en el primer episodio. Fue eliminada en el octavo episodio tras perder un lip sync con Bob the Drag Queen, quedando en quinto lugar.
En la actuación, apareció por primera vez como el personaje Julie en un episodio de Dig en 2015. Apareció en Sharknado: The 4th Awakens en 2016. Interpretó al personaje Kimberly en War on Everyone en 2016.
Apareció como invitada para el primer desafío en el estreno de la undécima temporada de Drag Race. Apareció con Vanessa Vanjie Mateo y Silky Nutmeg Ganache para un episodio de la decimocuarta temporada de Germany's Next Topmodel en 2019.
En septiembre de 2019, en RuPaul's DragCon NYC, Barry fue nombrada como una de las integrantes de un elenco rotativo de una docena de reinas de Drag Race en RuPaul's Drag Race Live!, un espectáculo con residencia en Las Vegas de enero a agosto de 2020 en el Flamingo Las Vegas. El espectáculo contará con la música de RuPaul y siete de las 12 reinas: Barry, Aquaria (ganadora de la décima temporada), Asia O'Hara (décima temporada), Coco Montrese (quinta temporada, segunda temporada de All Stars), Yvie Oddly (ganadora de la undécima temporada), Eureka O'Hara (temporadas nueve y diez, sexta temporada de All Stars), India Ferrah (tercera temporada, quinta temporada de All Stars), Kahanna Montrese (undécima temporada), Kameron Michaels (décima temporada), Kim Chi (octava temporada), Naomi Smalls (octava temporada, cuarta temporada de All Stars) y Shannel (primera temporada, primera temporada de All Stars). Barry tenía experiencia previa trabajando en espectáculos drag de Las Vegas, formando parte de Frank Marino's Divas Las Vegas y protagonizando Drag Queen Cuisine en House of Blues. En marzo de 2022, Barry, junto al resto del elenco de RuPaul's Drag Race Live!, actuó con Katy Perry durante su residencia musical Play en Resorts World Las Vegas.
Barry se unió a Eve en su actuación de Supermodel de RuPaul durante su aparición en The Talk.
En 2020, Barry regresó para la quinta temporada de RuPaul's Drag Race All Stars, donde fue la primera reina eliminada de la competencia, quedando en décimo lugar en la clasificación general.
En junio de 2021, actuó en el OUTLOUD Music Festival de Nashville.

### Música
Barry realizó su primer sencillo, "BOOMBOOM" junto con Chris Cox el 6 de mayo de 2016.

## Vida personal
Desde enero de 2017, Barry mantiene una relación poliamorosa con Nick San Pedro y Mackenzie Claude, una compañera drag queen que responde al nombre de Nebraska Thunderfuck, hija drag de Alaska Thunderfuck.
En 2017, Barry generó polémica cuando afirmó por error en una mesa redonda de Billboard que durante los disturbios de Stonewall murieron personas; Willam Belli, también presente en la mesa redonda, le corrigió. Willam se basó más tarde en el incidente para su canción "Derrick". Barry apareció en el vídeo musical de "Derrick".

## Filmografía

### Cine
| Año  | Título                     | Papel      |
| ---- | -------------------------- | ---------- |
| 2016 | Sharknado: The 4th Awakens |            |
| 2016 | War on Everyone            | Kimberly   |
| 2018 | A Queen for the People     | Ella misma |

### Televisión
| Año  | Título                                               | Papel      | Notas                                            | Ref(s) |
| ---- | ---------------------------------------------------- | ---------- | ------------------------------------------------ | ------ |
| 2008 | America's Got Talent                                 | Ella misma | Cuartos de final                                 | [ 9 ]  |
| 2015 | Dig                                                  | Julie      | Invitada                                         | [ 15 ] |
| 2016 | RuPaul's Drag Race                                   | Ella misma | Concursante (Quinto lugar)                       | [ 13 ] |
| 2016 | RuPaul's Drag Race: Untucked                         | Ella misma | Programa de acompañamiento de RuPaul's Drag Race | [ 13 ] |
| 2016 | Gay for Play Game Show Starring RuPaul               | Ella misma | Invitada                                         |        |
| 2017 | Hey Qween                                            | Ella misma | Invitada                                         | [ 31 ] |
| 2019 | Germany's Next Topmodel                              | Ella misma | Invitada                                         | [ 19 ] |
| 2019 | The Talk                                             | Ella misma | Bailarina de apoyo                               | [ 23 ] |
| 2019 | Will and Grace                                       | Drag Queen | Aparición como invitada                          |        |
| 2020 | RuPaul's Drag Race: All Stars (temporada 5)          | Ella misma | Concursante                                      | [ 3 ]  |
| 2020 | RuPaul's Drag Race All Stars: Untucked (temporada 2) | Ella misma | Concursante                                      | [ 32 ] |
| 2020 | RuPaul's Drag Race: Vegas Revue                      | Ella misma | Elenco principal                                 | [ 33 ] |
| 2022 | RuPaul's Drag Race (temporada 14)                    | Ella misma | Invitada                                         | [ 34 ] |

### Series web
| Año     | Título                   | Papel      | Notas                                                | Ref.          |
| ------- | ------------------------ | ---------- | ---------------------------------------------------- | ------------- |
| 2016    | Untucked                 | Ella misma | Temporada 8                                          | [ 35 ]        |
| 2016    | Bobbin' Around           | Ella misma | Invitada                                             | [ 36 ]        |
| 2016-19 | Wait, What?              | Ella misma | Invitada                                             | [ 37 ]        |
| 2017    | Spilling the Tea         | Ella misma | Invitada                                             | [ 38 ]        |
| 2019-22 | The Pit Stop             | Ella misma | Invitada, 2 episodios                                | [ 39 ] [ 40 ] |
| 2019    | ASMR Queens              | Ella misma | Coanfitriona                                         | [ 41 ]        |
| 2019    | Iconic                   | Ella misma | Invitada                                             | [ 42 ]        |
| 2019    | Try Guys                 | Ella misma | Episodio: "The Try Guys Lip Sync Battle Drag Queens" | [ 43 ]        |
| 2020    | Couple$ for Ca$h         | Ella misma | Invitada                                             | [ 44 ]        |
| 2020    | The X Change Rate        | Ella misma | Invitada                                             | [ 45 ]        |
| 2020    | Whatcha Packin’          | Ella misma | Invitada                                             | [ 46 ]        |
| 2021    | Cosmo Queens             | Ella misma | Invitada                                             | [ 47 ]        |
| 2022    | Vanjie: 24 Hours of Love | Ella misma | Invitada                                             | [ 48 ]        |
| 2022    | Portrait of a Queen      | Ella misma | Episodio: "Jaida Essence Hall"                       | [ 49 ]        |

### Vídeos musicales
| Año  | Título                            | Artista                                 |
| ---- | --------------------------------- | --------------------------------------- |
| 2009 | "We Made You"                     | Eminem                                  |
| 2009 | "Waking Up in Vegas"              | Katy Perry                              |
| 2015 | Not a Pearl                       | Willam Belli                            |
| 2016 | "Purse First"                     | Bob the Drag Queen                      |
| 2019 | "B.F.A. (Best Friend's Ass)"      | Dimitri Vegas & Like Mike, Paris Hilton |
| 2020 | "Gigging"                         | Yvie Oddly                              |
| 2020 | "Derrick"                         | Willam Belli                            |
| 2022 | "The Motto" (Official Drag Video) | Ava Max and Tiësto                      |

## Discografía
| Año  | Título                         |
| ---- | ------------------------------ |
| 2016 | BOOMBOOM (junto con Chris Cox) |